# Маннар
Маннар (там. மன்னார், трансліт. Maṉṉār, синг. මන්නාරම, трансліт. Mannārama, раніше Манар) - головне місто округу Маннар, Північна провінція, Шрі-Ланка. Воно керується міською радою. Місто розташоване на острові Маннар, звідки відкривається вид на затоку Маннар і є домом для історичного храму Кетхесварам.
Раніше місто було відоме як центр перлинного рибальства, згаданого у Періплу 2-го століття Ерітрійського моря.
Маннар відомий своїми деревами баобаба та його фортець, побудований португальцями в 1560 році і прийнятий голландцями в 1658 році і перебудований; її валу і бастіони залишилися незмінними, хоча внутрішня частина багато в чому зруйнована.
Візуально в сучасному місті переважають його індуїстські храми, мечети та церкви. Католицька церква має єпархію зі штаб-квартирою у місті. По залізниці місто з'єднано з іншою частиною Шрі-Ланки лінією Маннар. Вона була окупована LTTE під час громадянської війни в Шрі-Ланці між 1983 і 2009 роками.

## Етимологія
Сам регіон названий на честь річки Маннар, виходить з тамільських слів maṉṉ означає «бруд» або «глина» і ār - річка.

## Клімат
Місто знаходиться у зоні, котра характеризується кліматом тропічних саван. Найтепліший місяць — квітень із середньою температурою 28.9 °C (84 °F). Найхолодніший місяць — січень, із середньою температурою 25.6 °С (78 °F).
| Клімат Маннара          | Клімат Маннара | Клімат Маннара | Клімат Маннара | Клімат Маннара | Клімат Маннара | Клімат Маннара | Клімат Маннара | Клімат Маннара | Клімат Маннара | Клімат Маннара | Клімат Маннара | Клімат Маннара | Клімат Маннара |
| Показник                | Січ.           | Лют.           | Бер.           | Квіт.          | Трав.          | Черв.          | Лип.           | Серп.          | Вер.           | Жовт.          | Лист.          | Груд.          | Рік            |
| Середня температура, °C | 26             | 26             | 28             | 29             | 29             | 29             | 28             | 28             | 28             | 27             | 26             | 26             | 27             |
| Норма опадів, мм        | 69             | 36             | 41             | 79             | 52             | 9              | 8              | 17             | 27             | 182            | 247            | 200            | 966            |
| ----------------------- | -------------- | -------------- | -------------- | -------------- | -------------- | -------------- | -------------- | -------------- | -------------- | -------------- | -------------- | -------------- | -------------- |
| Джерело: Weatherbase    |                |                |                |                |                |                |                |                |                |                |                |                |                |